# Régional

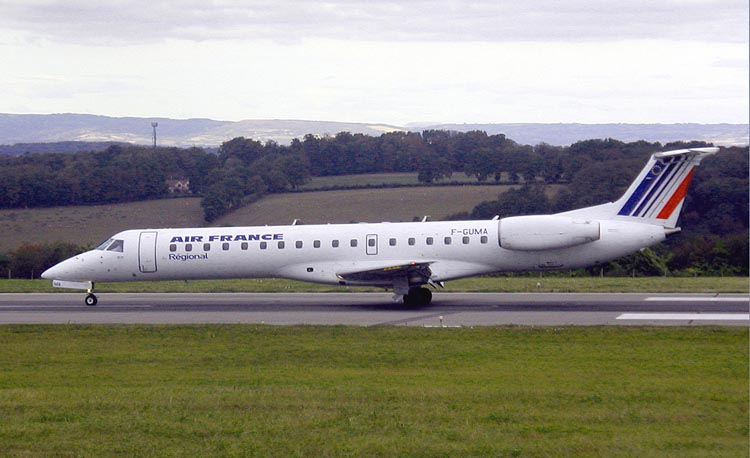
Een Embraer ERJ 145 van Régional

Régional of Régional Compagnie Aérienne Européene is een voormalig Franse luchtvaartmaatschappij met haar thuisbasis in Nantes. Het bedrijf is eigendom van Air France en behoort tot de Air France-KLM-groep. Op 31 mei 2013 fuseerde het samen met Brit Air en Airlinair tot HOP!.

## Geschiedenis
Régional was opgericht in 1992 door de fusie van Air Exel France, Air Transport Pyrénées, Airlec en Air Vendée. In 2000 nam Air France een aandeel van 70% en een optie op de resterende 30%. In 2001 werd Flandre Air en Proteus overgenomen.
Régional voert regionale lijnvluchten uit voor Air France onder de code AF.

## Vloot
De vloot van Régional bestond uit:
- 6 Embraer ERJ 135 (37 passagiers)
- 27 Embraer ERJ 145 (50 passagiers)
- 10 Embraer 170 (76 passagiers)
- 10 (+4) Embraer 190 (100 passagiers)